# Hermann Peters (Politiker, 1814)
Hermann Peters (* 13. Dezember 1814 in Wächtersbach; † 19. August 1873 ebenda) war ein deutscher Advokat und Mitglied der kurhessischen Ständeversammlung.

## Leben
Hermann Peters war nach seinem Studium der Rechtswissenschaften in seinem Heimatort als Advokat (heute: Rechtsanwalt) tätig. Er engagierte sich politisch, wurde Mitglied der Deutschen Demokratischen Partei und hatte von 1849 bis 1850 ein Mandat für den kurhessischen Landtag.